# Hô Lan Nhược Thi Trục Tựu thiền vu
Hô Lan Nhược Thi Trục Tựu (giản thể: 呼兰若尸逐就单于; phồn thể: 呼蘭若尸逐就單于; bính âm: Hūlánruòshīzhújiùchányú, ?-147), thuộc Luyên Đê thị, danh là "Đâu Lâu Trữ". Năm 143, sau ba năm Nam Hung Nô không có thiền vu, Hán Thuận Đế đã sắc phong cho Đâu Lâu Trữ, hộ tống tở về triều đình thiền vu. Đến mùa đông, các quan và tướng lính giết chết phản loạn là Cú Long Ngô Tư, đem đầu đến Lạc Dương. Năm 147, Hô Lan Nhược Thi Trục Tựu thiền vu mất.